# Роберт Сова
Роберт Януш Сова (народився 26 жовтня 1966 року в Кракові) — польський шеф-кухар, ресторатор, автор кулінарних книг.

## Біографія

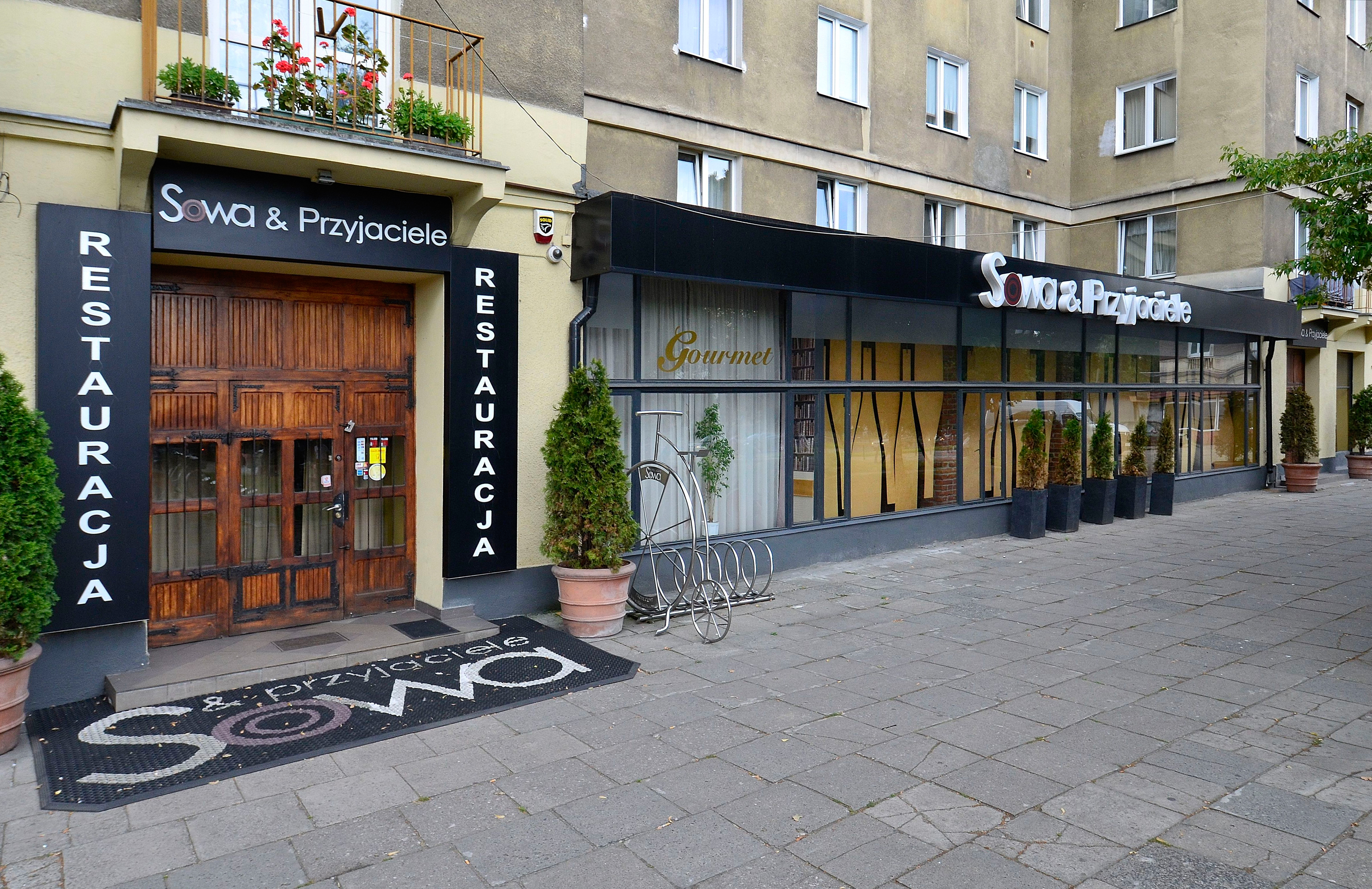
Ресторан Сова & Друзі у Варшаві

Веде та бере участь в телевізійних програмах, пов'язаних з гастрономією. Член елітного кухарського клубу та Комісії громадського харчування Польської асоціації готелів та Почесний президент Польської асоціації кухарів та кондитерів. Шеф-кухар варшавського готелю Ян III Собеський. У своїй кар'єрі є дуже успішним. У 2004 році Роберт Сова разом з Мацеєм Куроньом та Марціном Будинеком встановив рекорд Гіннеса за категорією найбільшою рибою на грилі, а в 2008 році — Мацей Куронь та Ярослав Усціньнский — найбільший символ євро з суші. Був учителем багатьох відомих польських кухарів, таких як Кароль Окраса. Проводить багато зустрічей з молоддю, часто відвідує гастрономічні школи, де проводить тренінги на широко розроблені теми.
Був удостоєний Кулінарного Оскара 2004 року за категорію кулінарної особистості року, а 2006 року — у категорії книги та почесне звання Французького кулінарного інституту.
Роберт Сова, Курт Шеллер, Павел Ощик та Філіп Шмідт утворили єдину польську команду, яка брала участь у кулінарних чемпіонатах.
Автор книг («У пошуках ідеального смаку», «Есенція смаку», «Кулінарний роман») та статей про кулінарію. Був шеф-кухарем польської футбольної команди. Готує з запрошеними гостями у кулінарному куточку на Добрий день TVN. 28 березня 2009 року став ведучим серії кулінарних порад Radio Zet — «Спеції та страви Роберта Сови» (пол. Przyprawy i potrawy Roberta Sowy).
У 2012—2015 роках був власником ресторану (пол. Sowa & Przyjaciele), який працював у Варшаві, який був одним із місць скандалу з підслуховуванням у Польщі. У 2015 році став власником ресторану N31, який знаходиться за адресою вулиця Новогродська 31 у Варшаві.
З 7 березня по 9 травня 2018 року був членом присяжних сьомого випуску «Шеф-кухар» на телеканалі Polsat.
3 вересня 2018 року став ведучим програми «Радник смаку» на TVN.

## Публікації
- Крок за кроком з Робертом Совою — найновіша позиція вийшла 27 квітня 2016 року
- Чотири пори року — книга вийшла друком у листопаді 2014 року
- Життя любить їсти
- У пошуках ідеального смаку книга вийшла друком у березні 2009 року.
- Суть смаку — вийшла у грудні 2006 року.
- Кулінарний роман — опублікований у березні 2008 р. з «Польща Метрополія Варшавська» (щоденник), написаний разом з Беатою Кежковською.
- Super Grill був випущений у липні 2010 року та травні 2011 року, виходив разом із щоденником Super Express.
- Співпрацював над публікацією книги «Бірки від кухні» яка вийшла в травні 2010 року.
- У листопаді 2009 року на ринку з'явилася книга «Смаки Добрий день TVN», яка містить розмови та інтерв'ю з кухарями, які готують у програмі, в тому числі з Робертом Совою
- У листопаді 2009 року на ринок з'явилося чергове видання «The Culinary World of Vienna International Hotels & Resorts», в якому в одній главі представлений Роберт Сова та запропоноване ним меню на шести мовах.
- У листопаді 2009 року було видано друге видання книги «Риби на свята» із серії «Факт рекомендує», що містить в тому числі в рекомендації Роберта Сови.
- У листопаді 2008 року книга під заголовком «Відкусити світ», виданий National Geographic, що містить кулінарні та туристичні враження, в тому числі Роберта Сови.
- Перше видання міжнародної кулінарної книги The Culinary World of Vienna International Hotels & Resorts, опубліковане в 2007 році, представляє авторські страви шеф-кухарів усіх готелів мережі Vienna International, включаючи і Роберта Сови.
- У книзі, виданій у 2005 році Магдаленою Куидович та Юстиною Борчевською Рецепти зірок, Роберт Сова є автором глави про рибу та морепродукти з Норвегії та співпрацю з програмою «Кава чи чай?»
- Велика кулінарія — книга, видана у 2004 році разом з Романом Чеярком з нагоди вступу Польщі до Європейського Союзу.

## Досягнення
- У 2003 році під час польських днів у Берліні отримав статуетку для просування польської кухні у світі.
- Йому присвоєно почесне звання Французького кулінарного інституту.
- Переможець найпрестижнішої кулінарії «Кулінарний Оскар 2004» у категорії кулінарної особистості року та «Кулінарний Оскар 2006» у категорії книги, нагородженої великою групою журналістів.
- У 2008 році щомісячник Джентльмен присвоїв йому титул «Джентльмен року».
- У 2009 році йому було присвоєно Золоту медаль Польського ділового клубу, звання члена Польської академії успіху та бренд «Розкішний джентльмен» за популяризацію кулінарного мистецтва в Польщі.
- У 2010 році Роберту Сові було присвоєно Гермеса «Посібник реставратора» у категорії «Гастрономічна особистість».
- Був серед 100 найвпливовіших чоловіків у Польщі, що обиралися щомісячником Джентльмен.